# Play Framework
Play — каркас розробки з відкритим кодом, написаний на Scala і Java, використовує паттерн проектування Модель-Представлення-Контроллер (MVC). Націлений на підвищення продуктивності використовуючи домовленості перед конфігурацією, гаряче перевантаження коду і відображення помилок в браузері. Розробку Play надихнули такі каркаси як Ruby on Rails і Django. 
До відомих сайтів, які використовують Play належать 
- BBC[2][3]
- Coursera[4]
- Gawker[2]
- Gilt[5]
- Гардіан[2][6]
- Her Majesty's Revenue and Customs [7]
- The Huffington Post[2]
- Klout[8][9]
- Lichess[10]
- LinkedIn[11]
- Нью-Йорк Таймс[2][12][13]
- Walmart[5][14][15][16]
- ZapTravel